# Вокер (Луїзіана)
Вокер (англ. Walker) — місто (англ. city) в США, в окрузі Лівінґстон штату Луїзіана. Населення — 6374 особи (2020).

## Географія
Вокер розташований за координатами 30°29′10″ пн. ш. 90°51′54″ зх. д. / 30.48611° пн. ш. 90.86500° зх. д. (30.486119, -90.865136).  За даними Бюро перепису населення США в 2010 році місто мало площу 16,14 км², уся площа — суходіл. В 2017 році площа становила 17,08 км², з яких 17,01 км² — суходіл та 0,07 км² — водойми.

## Демографія
Згідно з переписом 2010 року, у місті мешкало 6138 осіб у 2297 домогосподарствах у складі 1693 родин. Густота населення становила 380 осіб/км².  Було 2437 помешкань (151/км²).
Расовий склад населення:
| - 85,2 % — білих - 10,8 % — чорних або афроамериканців - 0,7 % — азіатів - 0,3 % — корінних американців - 1,6 % — осіб інших рас |

До двох чи більше рас належало 1,4 %. Частка іспаномовних становила 2,9 % від усіх жителів.
За віковим діапазоном населення розподілялося таким чином: 27,2 % — особи молодші 18 років, 62,1 % — особи у віці 18—64 років, 10,7 % — особи у віці 65 років та старші. Медіана віку мешканця становила 34,3 року. На 100 осіб жіночої статі у місті припадало 93,5 чоловіків;  на 100 жінок у віці від 18 років та старших — 90,7 чоловіків також старших 18 років.
Середній дохід на одне домашнє господарство  становив 65 880 доларів США (медіана — 62 603), а середній дохід на одну сім'ю — 76 793 долари (медіана — 65 335). За межею бідності перебувало 11,1 % осіб, у тому числі 9,6 % дітей у віці до 18 років та 8,2 % осіб у віці 65 років та старших.
Цивільне працевлаштоване населення становило 2962 особи. Основні галузі зайнятості: освіта, охорона здоров'я та соціальна допомога — 20,0 %, науковці, спеціалісти, менеджери — 17,0 %, будівництво — 15,8 %.